# Stenhelia longicaudata
Stenhelia longicaudata är en kräftdjursart som beskrevs av Boeck 1872. Stenhelia longicaudata ingår i släktet Stenhelia och familjen Diosaccidae.

## Underarter
Arten delas in i följande underarter:
- S. l. finmarchica
- S. l. longicaudata